# Kariogram
Kariogram – graficzne przedstawienie zestawu chromosomów danej komórki.
Kariogram sporządza się, wykonując mikrofotografię wybarwionych prążkowo płytek metafazowych, a następnie z otrzymanych odbitek fotograficznych wycina się chromosomy i układa w pary homologiczne, stosując kryteria wielkości, położenia centromeru oraz wzorów prążkowych.
Zasady sporządzania kariogramu opracowano na międzynarodowej konferencji cytogenetycznej w Paryżu w 1971 r.